# サンティアゴ・カレラス
- サンティアゴ・カレーラス

サンティアゴ・カレラス（Santiago Carreras、1998年3月30日 - ）は、プレミアシップバースに所属するラグビー選手。

## プロフィール
- アルゼンチン・コルドバ出身。
- ポジションはウィング(WTB)。
- 身長 183cm、体重 88kg
- U20アルゼンチン代表に選ばれたことがある[1]。
- アルゼンチン代表キャップは9（2020年12月現在）でワールドカップ2019のアルゼンチン代表に選ばれた[2]。

## 略歴
2019年、ハグアレスに加入。
2020年、グロスターに加入。